# Paulo Batista Nsimba
Paulo Batista Nsimba   (Luanda, 12 d'octubre de 1983), anomenat Zé Kalanga, és un exfutbolista angolès de la dècada de 2000.
Fou internacional amb la selecció de futbol d'Angola.
Pel que fa a clubs, destacà a Dinamo București.